# Arraiá da Xuxa (álbum)
Arraiá da Xuxa é o décimo oitavo álbum de estúdio da artista musical e apresentadora brasileira Xuxa. Lançado em 20 de junho de 1997 pela gravadora Som Livre. Michael Sullivan e Paulo Massadas foram responsáveis pela produção musical do projeto, que é totalmente conceituado nas tradicionais festas juninas brasileiras. O projeto tem participações especiais de grandes artistas como: Elba Ramalho, Dominguinhos e Zé Ramalho.

## Lançamento
Na parada publicada pelo jornal O Globo – com base em dados fornecidos pelo instituto Nelson Oliveira Pesquisa e Estudo de Mercado (NOPEM) –, Arraiá da Xuxa alcançou a 4.ª colocação entre os álbuns mais vendidos no Brasil, na edição publicada em 22 de julho de 1997. Foi o 27.º álbum mais comprado no Brasil em 1997. Foi certificado como ouro pela Pro-Música Brasil (PMB). Uma turnê em apoio ao álbum foi lançada. O espetáculo era totalmente baseado nas tradicionais festas juninas, com Xuxa realizando no palco gincanas valendo dinheiro ou prêmios (como aparelhos domésticos) com o público. Além disso, ela cantava e vestia roupas caipiras juntamente com as Paquitas e o grupo You Can Dance. O primeiro concerto da digressão ocorreu em 20 de junho de 1997, no Metropolitan, Rio de Janeiro, no mesmo dia de liberação do álbum.

## Faixas
| [ 7 ]          |                                                                                     | |         |  |
| N.º            | Título                                                                              | Compositor(es)                                                                                       | Duração |  |
| 1.             | "Quadrilha Brasileira"                                                              | Gerson Filho e José Maria Aguiar                                                                     | 4:20    |  |
| 2.             | "O Sanfoneiro Só Tocava Isso"                                                       | Haroldo Lobo Geraldo Medeiros                                                                        | 3:34    |  |
| 3.             | "Pot-Pourri: Capelinha de Melão / Chegou a Hora da Fogueira / Cai, Cai Balão"       | João de Barro Alberto Ribeiro Lamartine Babo Assis Valente                                           | 4:25    |  |
| 4.             | "Sebastiana"                                                                        | Rosil Cavalcanti                                                                                     | 3:03    |  |
| 5.             | "ABC do Sertão" (Solo de Zé Ramalho)                                                | Luiz Gonzaga Zé Dantas                                                                               | 3:19    |  |
| 6.             | "Festa do Interior" (Moraes Moreira e Abel Silva)                                   | Cid Guerreiro Dito                                                                                   | 3:03    |  |
| 7.             | "Pot-Pourri: Isto é lá com Santo Antônio / Pedro, Antônio e João / Pula a Fogueira" | Lamartine Babo Intérpretes Oswaldo Nery Santiago Benedicto Lacerda João Bastos Filho Getúlio Marinho | 5:02    |  |
| 8.             | "Asa Branca" (Com Dominguinhos)                                                     | Luiz Gonzaga Humberto Teixeira                                                                       | 3:20    |  |
| 9.             | "Pot-Pourri: Sonho de Papel / São João na Roça / São João do Carneirinho"           | Alberto Ribeiro Zé Dantas Luiz Gonzaga Luiz Gonzaga Guio de Morais                                   | 4:34    |  |
| 10.            | "Olha Pro Céu" (Solo de Elba Ramalho)                                               | Luiz Gonzaga José Fernandes                                                                          | 3:11    |  |
| 11.            | "Quadrilha Brasileira (Instrumental)"                                               | Gerson Filho José Maria Aguiar                                                                       | 5:02    |  |
| Duração total: | Duração total:                                                                      | Duração total:                                                                                       | 42:57   |  |

## Créditos
- Produzido por: Michael Sullivan
- Direção Artística: Aramis Barros
- Coordenação Artística: Marlene Mattos e Xuxa Meneghel
- Técnico de Gravação: Edu Brito, Mário Jorge e Sergio Rocha
- Assistentes de Mixagem: Ivan, Everaldo, Mauro e Julio Carneiro
- Co-produção: Robertinho do Recife
- Maquiagem: Som Livre/Sergio Seabra
- Técnicos de Mixagem: Jorge 'Gordo' Guimarães
- Assistente de Produção: Claudia André
- Supervisão Técnica: Nolan Leve
- Coordenação de Estúdio: Helio de Freitas
- Gravado nos estúdios: Estúdio Lagoa – RJ

## Desempenho comercial
| País — Tabela musical (1997) | Posição de pico |
| ---------------------------- | --------------- |
| Brasil (NOPEM)               | 4               |

| País — Tabela musical (1997) | Posição |
| ---------------------------- | ------- |
| Brasil (Nopem)               | 27      |

| Região                                                                                             | Certificação | Vendas   |
| -------------------------------------------------------------------------------------------------- | ------------ | -------- |
| Brasil (Pro-Música Brasil)                                                                         | Ouro         | 100 000* |
| *números de vendas baseados somente na certificação ^distribuições baseadas apenas na certificação |              |          |